# Taygayba venezuelensis
Taygayba venezuelensis är en skalbaggsart som beskrevs av Martins och Maria Helena M. Galileo 1998. Taygayba venezuelensis ingår i släktet Taygayba och familjen långhorningar.
Artens utbredningsområde är Venezuela. Inga underarter finns listade i Catalogue of Life.